# Wielkie Miasto Szczecin
Wielkie Miasto Szczecin (niem. Großstadt Stettin) – nazwa obszaru utworzonego uchwałą rządu pruskiego (Preußisches Staatsministerium) 15 października 1939 roku, w którego skład, obok terytorium miasta Szczecina, weszły następujące gminy:

Kolor zielony – granice i obszar Szczecina po 1911 roku
kolor czerwony - granice i obszar Wielkiego Miasta Szczecin (1939–1945)
kolor niebieski – współczesne granice i obszar miasta Szczecin
linia żółta – obecna granica państwa między Polską a Niemcami

- z terenu powiatu Randow: Żelechowa, Golęcino, Gocław, Stołczyn, Skolwin, Police, Mścięcino, Siedlice, Przęsocin, Bukowo, Warszewo, Osów, Pilchowo (część), Wołczkowo (część), Bezrzecze, Krzekowo, Mierzyn (część), Stobno (część), Pomorzany, Gumieńce, Ustowo, Warzymice, Będargowo (część), Karwowo, Przecław, Kurów, Siadło Górne, Siadło Dolne, Dąbie (część), Zdroje, Podjuchy;
- z terenu powiatu Gryfino: Żydowce, Klęskowo, Bukowe, rewir leśny Puszczy Bukowej, części gmin Binowo, Radziszewo, Chlebowo oraz Kołowo;
- z terenu powiatu Nowogard: Sławociesze oraz część gminy Wielgowo[1].

Obszar miasta powiększył się z 82,2 km² do 460,94 km² i Szczecin stał się trzecim pod względem wielkości powierzchni miastem Rzeszy (po Berlinie i Hamburgu). W wyniku zmian granic administracyjnych likwidacji uległ powiat Randow, którego obszar podzielono między powiatami: Gryfino, Nowogard oraz Ueckermünde. Przed rozszerzeniem granic Szczecin liczył 274 400 mieszkańców, natomiast w 1940 roku liczba ludności wynosiła 382 963 osoby. W następnych latach liczba mieszkańców kształtowała się następująco: 1941 – 388 071, 1942 – 395 937, 1943 – 382 984, 1944 – 372 964. Spadek liczby ludności w ciągu 1944 roku był wynikiem wysłania matek z dziećmi na obszary mniej narażone na bombardowania oraz wyjazdem licznych rodzin na wieś.

## Granice
Obszar Wielkiego Miasta Szczecina obejmował dzisiejsze granice miasta: włączono m.in. wszystkie wsie, obecne osiedla dzielnicy Prawobrzeże (bez Jezierzyc), fragment Międzyodrza na północ od autostrady Berlin – Szczecin (wówczas Reichsautobahn (RAB) 4a Berlin-Stettin, obecnie autostrada A6) oraz fragmenty gminy Kołbaskowo od wsi Siadło Dolne w linii prostej do Barnisławia, gminy Dobra od Stobna do Sławoszewa i gminy Police od wsi Bartoszewo do Siedlic. Poza granicami Wielkiego Szczecina znalazły się m.in. Kołbaskowo, Dołuje, Dobra, Tanowo i Jasienica. Niektóre źródła podają, że w skład Großstadt Stettin wchodził również fragment gminy Stepnica: głównie lasy nad Odrą na południe od wsi Stepnica .

## Wielkie Miasto Szczecin po 1945 roku
Faktycznie Wielkie Miasto Szczecin przestało istnieć po zakończeniu II wojny światowej. 5 lipca 1945 roku, kiedy miało miejsce przekazanie Szczecina administracji polskiej, terytorium miasta obejmowało tylko obszar zwartej zabudowy miejskiej – część Gumieniec, Pogodno, Niebuszewo, Żelechową i Śródmieście bez Międzyodrza. Dalej położone dzielnice pozostawały w radzieckiej strefie okupacyjnej. Podczas kolejnych nabytków miasta, 4 października 1945 roku przyłączono pozostałe, poza Bezrzeczem i Skolwinem osiedla dzielnic Zachód i Północ. W związku z likwidacją Enklawy Polickiej wieś Skolwin została częścią miasta 8 lipca 1946 roku. W 1947 roku przyłączono Międzyodrze na północ od Kanału Leśnego. W 1948 roku po odbudowie zniszczonych mostów na Regalicy, przyłączona została większość prawobrzeżnych osiedli. Kolejne poszerzenie granic miasta o osiedla Bezrzecze, Sławociesze i Wielgowo nastąpiło 6 lat później. W 1964 roku przyłączony został Załom, a w 1972 roku Płonia, Śmierdnica i Jezierzyce. Obecnie powierzchnia miasta wynosi 301 km² (65% powierzchni Wielkiego Miasta Szczecina).